# ジェイムズ・アンドリュー・ケリー

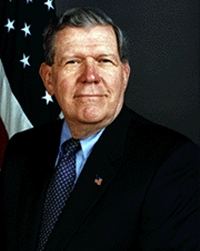
ジェイムズ・アンドリュー・ケリー

ジェイムズ・アンドリュー・ケリー（James Andrew Kelly、1936年 - ）は、アメリカ合衆国の政治家。2001年から2005年まで東アジア・太平洋担当国務次官補を務めた。

## 生涯
1959年、海軍兵学校を卒業。1959年から1982年までアメリカ海軍に所属し、供給部隊の大尉として退役した。その間、1968年にハーバード・ビジネス・スクールで経営学修士号を取得、1977年に国防大学を卒業。
1983年6月から1986年3月まで、国防総省で東アジア太平洋地域担当の国際安全保障担当国防副次官補を務めた後、1986年3月から1989年3月まで、国家安全保障担当大統領特別補佐官および国家安全保障会議アジア担当上級部長を務めた。
1989年から1994年まで、ホノルルでEAPアソシエーツ社の社長を務めた。EAPアソシエーツ社は国際的なコンサルティング事業を中心とした企業であり、アジア太平洋地域に主要顧客を抱えてきた。1994年から2001年まで、ホノルルで戦略国際問題研究所太平洋フォーラムの所長を務めた。太平洋フォーラムは1975年以来、アジア太平洋地域の政治・治安・経済に関する問題の分析し、各国間の対話を主宰してきた。
2001年4月3日にジョージ・W・ブッシュ大統領から東アジア・太平洋担当国務次官補に指名され、同年4月26日に上院で承認された。ケリーは4月30日の任命を経て、5月1日に就任した。
2017年4月、旭日中綬章受章。